# UNESCO-IHE
UNESCO-IHE — международный институт для образования в сфере водных ресурсов, созданный в 2003 году. UNESCO-IHE продолжает работу, начатую в 1957 г., когда IHE впервые открыл свои курсы пост-университетского образования в области гидротехнического строительства для практиков-профессионалов из развивающихся стран.
UNESCO-IHE расположен в Делфте, в Голландии, и сейчас и принадлежит государствам-членам ЮНЕСКО. Институт имеет статус «Институт ЮНЕСКО, категория 1» и управляется совместно правительством Нидерландов и ЮНЕСКО.
UNESCO-IHE является самым крупным образовательным учреждением в сфере водных ресурсов в мире и единственным институтом в системе ООН, предлагающем официально аккредитованную программу «Магистра наук».
UNESCO-IHE:
- Играет лидирующую роль в установлении международного стандарта для пост-университетского образования и повышения квалификации в области водных ресурсов
- Оказывает услуги по развитию институционального и человеческого потенциала, в частности для развивающихся стран
- Осуществляет разработку и управление сетями образовательных и профессиональных организаций, работающих в сфере водных ресурсов, по всему миру
- Служит «стратегическим форумом» для стран-членов ЮНЕСКО и других стейкхолдеров
- Предоставляет профессиональные экспертные услуги и помощь в образовании в сфере водных ресурсов

С момента своего старта в 1957 г., в IHE — как институт тогда назывался — получили пост-университетское образование более 14 тысяч профессионалов (инженеров и исследователей) из 160 стран мира, большинство из которых — развивающиеся и страны с переходной экономикой. В стенах института более 75 человек защитили диссертации на степень Доктора философии (PhD), сотрудники института участвуют в многочисленных научно-исследовательских проектах и проектах по развитию институционального потенциала по всему миру.